# Hugua
Hugua este un asterism din astronomia chineză. Este descris în tratatul astronomic Shi Shi, care se referă la  asterismele compuse din cele mai strălucitoare stele de pe cerul nocturn.
Hugua se compune din cinci stele situate în constelația occidentală Delfinul.

## Compoziția asterismului
Localizarea și forma asterismului Hugua, așa cum este reprezentată pe hărțile chinezești ale cerului, nu lasă nicio îndoială asupra compoziției sale. Corespunde rombului caracteristic al constelației occidentale a Delfinului, cuprinzând:
- γ Delphini (magnitudine aparentă 4,3)
- α Delphini (magnitudine aparentă 3,8)
- β Delphini (magnitudine aparentă 3,6)
- δ Delphini (magnitudine aparentă 4,4),

cărora li se adaugă steaua situată imediat la vest de romb,
- ζ Delphini (magnitudine aparentă 4,6)

## Simbolică
Hugua reprezintă pepeni galbeni, cultivați  pe marginea  râului ceresc Tianhe (Calea Lactee). Acești pepeni nu au mai fost recoltați și de atunci s-au uscat.

## Asterisme asociate
Imediat alături de Hugua se află Baigua, care reprezintă tot pepeni galbeni, dar prea copți și nu sunt uscați. Cele două asterisme formează partea cea mai nordică a unei mulțimi de asterisme care se raportează la agricultură, așa cum este Tiantian (câmpurile cerești). Situat pe marginea Căii Lactee, Hugua se alătură altor asterisme în raport cu aceasta, printre care Tianjin, la nord-est, care reprezintă un vad permițând traversarea râului.